# Hattab Barakati
Pour les articles homonymes, voir Barakati.
Hattab Barakati, né le 25 novembre 1966, est un syndicaliste et homme politique tunisien.

## Biographie
Hattab Barakati commence sa scolarité à Gaâfour, puis la poursuit au Centre de formation professionnelle de Thibar. Diplômé en 1989, il est sans emploi et participe à la constitution d'une commission des chômeurs soutenant la création d'une caisse d'allocations chômage. Cinq ans plus tard, après son service militaire, il entre au ministère de l'Agriculture, dans le gouvernorat de Tozeur, où il travaille jusqu'en 1997.
En 1987, il rejoint le Parti communiste des ouvriers de Tunisie (PCOT) mais, sous le régime de Zine el-Abidine Ben Ali, il milite essentiellement à l'Union générale tunisienne du travail.
Lors des élections constituantes du 23 octobre 2011, Hattab Barakati est élu constituant de la circonscription de Siliana.
Le 12 mai 2012, dans le cadre des festivités de commémoration de l'assassinat de son cousin, Nabil Barakati, le président Moncef Marzouki se recueille sur la tombe du militant et s'engage à faire son possible afin que la journée du 8 mai soit proclamée officiellement journée nationale contre la torture ; Hattab Barakati est alors présent, avec Hamma Hammami, secrétaire général du PCOT,.
Le 25 juillet 2013, il annonce sa démission de l'assemblée constituante à la suite de l'assassinat de Mohamed Brahmi,.

## Vie privée
Marié et père de famille, il maîtrise l'arabe et le français.